# Metody zapisu dysków optycznych
Metody zapisu dysków optycznych – w sposobach zapisu dysków optycznych wyróżnia się metody Disc-At-Once, Track-At-Once oraz Session-At-Once.

## Disc-At-Once
Sposób zapisu dysków CD-R i DVD-R, na płycie są zapisywane po kolei obszary Lead-In, dane i Lead-Out za jednym razem bez wyłączania lasera.

## Track-At-Once
Metoda zapisu dysków optycznych polegająca na zapisaniu jednej ścieżki (jednego nagrania) na płycie CD-R i wygaszaniu lasera przed rozpoczęciem zapisu kolejnej.
Tryb Track-at-once umożliwia nagranie każdego dostępnego formatu (CD-DA, CD-ROM, itp.) oraz tworzenie dysków wielosesyjnych (ang. multisession disc), tj. wielokrotne dogrywanie danych. Minimalna długość nagrania musi wynosić co najmniej 300 bloków (4 sekundy), co odpowiada około 700 kB danych. Laser jest wyłączany po zapisaniu każdego nagrania. Aby być w zgodzie ze specyfikacją na płycie CD może się znaleźć maksymalnie 99 nagrań.
Za każdym razem, gdy laser kończy nagranie, wypala dwa bloki wyjściowe (tzw. Run-Out blocks) i zostaje wyłączony. Po wznowieniu pracy nagrywa jeszcze dwa dodatkowe bloki wejściowe (tzw. Run-In blocks). Tak powstałe 7 bloków przerwy jest ignorowane przez odtwarzacze CD-ROM i nie ma żadnego wpływu na transmisję danych. Niektóre odtwarzacze audio mogą jednak odtwarzać tę przerwę jako pojedynczy trzask, dlatego do nagrywania płyt audio zalecaną metodą jest tryb Disc At Once.